# Kevin Gage
Pour les articles homonymes, voir Gage.
Kevin Gage (né le 26 mai 1959 dans le Wisconsin) est un acteur américain, plus particulièrement connu pour son rôle du criminel psychopathe Waingro dans Heat de Michael Mann.

## Biographie
Le 30 juillet 2003, Gage a été condamné à quarante et un mois dans une prison fédérale pour culture de marijuana malgré la possession d'une licence californienne l'autorisant à cultiver le cannabis dans un but thérapeutique ; incarcéré le 29 septembre 2003, il a été libéré le 21 septembre 2005.

### Vie privée
Il a été marié à l'actrice Kelly Preston entre 1985 et 1987.

## Filmographie

### Cinéma

#### Court métrage
- 2008 : Exact Bus Fare : McManus
- 2009 : Born That Way : Jake Green
- 2014 : The Gambler : The Gambler

#### Long métrage
- 1986 : Cap sur les étoiles (SpaceCamp) d'Harry Winer : conseiller #2
- 1987 : Steele Justice : sergent
- 1989 : Les Banlieusards (The 'Burbs) de Joe Dante : policier
- 1994 : Last Resort de Rafal Zielinski : tueur
- 1995 : Heat de Michael Mann : Waingro
- 1997 : Les Ailes de l'enfer (Con Air) de Simon West : Billy Joe (non-crédité)
- 1997 : À armes égales (GI Jane) de Ridley Scott : Sergent instructeur, Max Pyro
- 1997 : Double Tap : agent Burke
- 1998 : Gunshy : Ward
- 1998 : Strangeland de John Pieplow : Mike Gage
- 1998 : Ultime Recours (Point Blank) de Matt Earl Beesley : Joe Ray
- 1999 : Junked : Crow
- 2000 : Ricky 6 : Pat Pagan
- 2001 : Blow de Ted Demme : Leon Minghella
- 2001 : Explosion imminente (Ticker) d'Albert Pyun : Pooch
- 2001 : Les Hommes de main (Knockaround Guys) de David Levien et Brian Koppelman : Brucker
- 2002 : May de Lucky McKee : Papa Canady
- 2002 : American Girl : Député Richard
- 2004 : Lightning Bug : Earl Knight
- 2004 : Paparazzi : Objectif chasse à l'homme (Paparazzi) de Paul Abascal : Kevin Rosner
- 2005 : Chaos : Chaos
- 2006 : Chasing 3000 : cuisinier dans le snack bar
- 2006 : Love's Abiding Joy : John Abel
- 2007 : Le Grand Stan (Big Stan) de Rob Schneider : Bullard
- 2007 : Cosmic Radio : Hank
- 2007 : Sugar Creek : Shérif Worton
- 2007 : Sin-Jin Smyth d'Ethan Dettenmaier : agent spécial Dax
- 2008 : Amusement de John Simpson : Tryton
- 2009 : Laid to Rest de Robert Green Hall : Tucker Smith
- 2009 : La Linea de James Cotten : Wire
- 2009 : Kill Theory : le tueur
- 2010 : Happiness Runs : Hypnotist
- 2010 : The Killing Jar de Mark Young : Hank
- 2013 : 7 Minutes : Tuckey
- 2013 : American Girls (Bring It On) de Peyton Reed : Juge Joe Gordon
- 2014 : Misfortune : Mallick
- 2014 : Fear Clinic : Gage
- 2015 : Motel 66 : Tanner Sutton
- 2015 : Jurassic City : Doyle
- 2015 : The Owl in Echo Park :

### Télévision

#### Téléfilm
- 1984 : Billy Crystal: A Comic's Line : Acteur

#### Série télévisée
- 1986 : Les Routes du paradis (Highway to Heaven) (saison 2, épisode 23 : Les Enfants des enfants) : Garçon #1
- 1987 : High Mountain Rangers (épisode pilote) : acteur
- 1987 : La Malédiction du loup-garou (Werewolf) : Acteur
  - (saison 1, épisode 01 : Werewolf)
  - (saison 1, épisode 08 : Running with the Pack)
- 1988 : La Loi de Los Angeles (L.A. Law) (saison 3, épisode 03 : Un désir coupable) : Calvin Sholes
- 1995 : Le Rebelle (Renegade) (saison 3, épisode 12 : La Planque) : Richie Pasko
- 1996 : Nash Bridges (saison 2, épisode 07 : Train de nuit)
- 1999 : Le Flic de Shanghaï (Martial Law) (saison 1, épisode 15 : L'Évasion) : Dwight Merrill
- 1999 : V.I.P. (saison 2, épisode 06 : Un héritage embarrasant) : Frank Newsom
- 2001 : On the Road Again (Going to California) (saison 1, épisode 06 : Apocalypse Cow) : acteur
- 2002 : Firefly (saison 1, épisode 07 : De la boue et des hommes) : Stitch Hessian
- 2003 : Smallville (saison 2, épisode 12 : Affaires de famille) : Pine
- 2006 : Les Experts : Miami (CSI: Miami) (saison 4, épisode 21 : Ne quittez pas !) : Charlie Pelson
- 2007 : The Nine : 52 heures en enfer (The Nine) (saison 1, épisode 12 : Les Pères) : Finn Stanton
- 2013 : Banshee (saison 1, épisode 07 : Le Cavalier de l'enfer) : Lance Mangan
- 2014 : Sons of Anarchy (saison 7, épisode 11) : Hetch (Président du chapitre de Reno)
- 2015 : Amnesia (saison 1, épisode 01 : Awakening) : Tom

### Jeu vidéo
- 2013 : Call of Duty: Ghosts : Gabriel Rorke (voix)